# The Varangian Way
«The Varangian Way» — другий студійний альбом фінського вікінг-метал-гурту Turisas. Реліз відбувся 28 травня 2007.

## Список композицій
1. "To Holmgard and Beyond" – 5:17
2. "A Portage to the Unknown" – 4:50
3. "Cursed Be Iron" – 5:03
4. "Fields of Gold" – 4:34
5. "In the Court of Jarisleif" – 3:17
6. "Five Hundred and One" – 6:18
7. "The Dnieper Rapids" – 5:20
8. "Miklagard Overture" – 8:18
9. "Rasputin" (кавер пісні Boney M.) (бонусний трек режисерської версії) - 3:53
10. "To Holmgard and Beyond" [синглова версія] (бонусний трек розширеного видання) - 3:00
11. "Rex Regi Rebellis" [фінська версія із прологом] (бонусний трек розширеного видання) - 10:20
12. "Battle Metal" Live at Party San '06 (бонусний трек розширеного видання) - 5:40

## Учасники запису
- Матіас "Warlord" Нюгор — вокал, ударні
- Юссі Вікстрьом — електрогітара, акустичні гітари
- Туде Летонен — ударні
- Оллі Вянска — скрипка
- Ханнес "Хану" Хорма — бас-гітара, задній вокал
- Янне "Ліско" Мекінен — акордеон

## Чарти
| Чарт (2007)          | Місце |
| -------------------- | ----- |
| Finnish Albums Chart | 17    |